# Batalla de Milingo
La batalla de Milingo o el combate de Milingo fue una batalla ocurrida el 18 de mayo de 1827, que se desarrolló en el cantón Milingo en El Salvador, entre las tropas de la República Federal de Centro América, dirigidas por Manuel José Arce y el Estado de El Salvador.

## Antecedentes

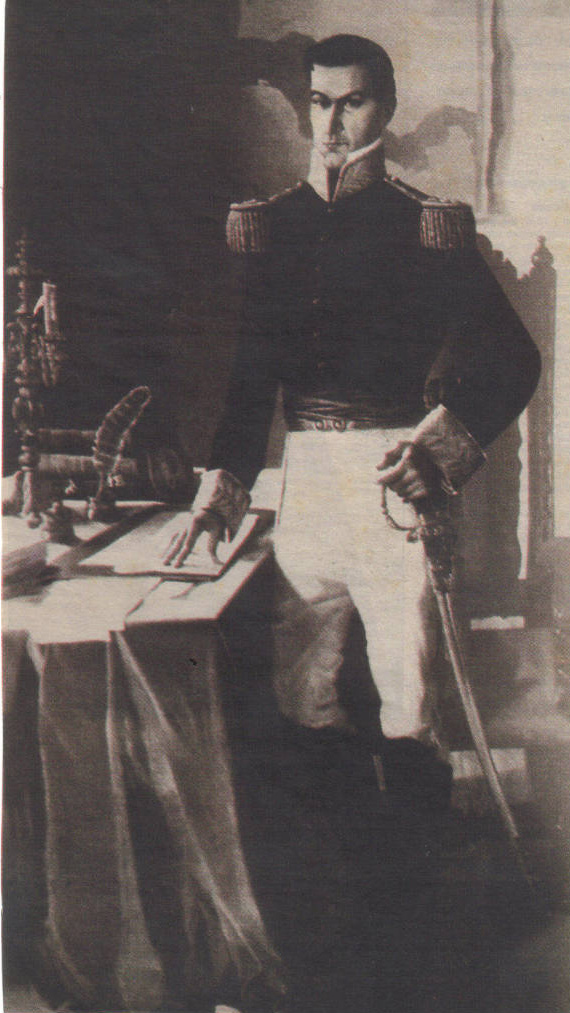
General Manuel José Arce (Circa 1825).

Manuel José Arce, que en ese entonces era el presidente de la República Federal de Centro América, invadió el territorio de El Salvador con la intención de destruir el origen de las contiendas entre los Liberales y Conservadores.

## La batalla
En el 18 de mayo, Arce salió de Apopa con su fuerza de 2000 a 3000 hombres hacia San Salvador. A las 9:30 de la mañana, llegaron a las inmediaciones del Cantón Milingo.
La guardia de San Salvador ya había tenido un encuentro con las tropas de Arce, y estos dieron alarma a la ciudad y esto les dio tiempo de reforzar los puestos.
Antes de ir adelante, una división de las tropas de Arce hizo un movimiento de flanco sobre el punto de el Chagüite, a la derecha de Milingo, con la idea de coger entre dos fuegos a la brigada del coronel Castillo que defendía la última posición. Pero la resistencia de los cazadores de Cuscatancingo y Tejutla obligó a que los invasores retrocedieran. Después de esto, la vanguardia de su ejército, alentados por el teniente coronel Sánchez, fueron hacia las fortificaciones de Milingo. Arce hizo avanzar a los demás cuerpos por un camino estrecho.
Los invasores fueron repelidos muchas veces por la resistencia que encontraron en Milingo, pero repitieron con más denuedo al ataque. Una parte de la caballería penetró hasta el ancho foso que circunvalaba el cantón que Arce pretendió terraplenar con hombres y caballos. Pero estos esfuerzos fueron inútiles y al cabo de cinco horas de fuego, tuvo que retirarse.
En las inmediaciones de Milingo quedaron cerca de 200 cadáveres y hubo alrededor de 400 heridos por parte de los federales, el teniente coronel Sánchez falleció tres días después en Santa Ana. La pérdida para los salvadoreños no excedió de tres a cuatro muertos y veinte heridos.